# Штёрк, Антон фон
Антон фон Штёрк (21 февраля 1731, Бад-Заульгау, Верхняя Швабия, Герцогство Вюртемберг — 23 января 1803, Вена, Австрия) — австрийский врач и фармаколог, ученик Герарда Ван Свитена.

## Биография
Родился 21 февраля 1731 года в Бад-Заульгау. Очень рано потерял обоих родителей и вследствие этого попал в Вену, где был определён в сиротский приют для бедных. Мечтал стать врачом и в приюте взялся за самообразование. После исполнения 18 лет и выписки из приюта для бедных получил квартиру и стал изучать медицину под руководством Герарда ван Свитена. В 1757 году получил учёную степень доктора медицины в университете Вены. Позже стал дьяконом медицинского факультета и ректором университета.
В 1758 году Штёрк стал «первым врачом» Венского городского института для бедных. С 1764 года - личный врач императора Франца I. В 1767 году стал личным врачом императрицы Марии Терезии, вылечив её от оспы.
В 1775 году возведён в дворянство, получив титул барона. Его брат Маттиас стал личным врачом тешенского герцога Альберта и в 1779 году также стал бароном.
Штёрк был членом многих европейских научных обществ и автором многочисленных медицинских трактатов на латыни, в которых подробно описывал свои эксперименты по установлению терапевтических эффектов ядовитых растений. Труды Штёрка вызвали большой интерес и были переведены на немецкий, французский, английский, голландский и португальский языки, быстро распространившись по всей Европе. Именно Штёрк ввёл в медицину аконит. В честь учёного был назван один из самых распространенных видов в садовой культуре — Борец Штёрка.
Скончался 23 января 1803 года в Вене, не дожив буквально месяц до своего 72-летия.

## Научные работы
- An essay on the medicinal nature of Hemlock. Nourse, London, 1760.[2]
- Libellus, quo demonstratur: cicutam non solum usu interno tutissime exhiberi, sed et esse simul remedium valde utile in multis morbis, qui hucusque curatu impossibiles dicebantur. Vienna, 1760.[3]
- Supplementum necessarium de cicuta. Trattner, Vindobonae 1761[4]
- Libellus, quo demonstratur: stramonium, hyosciamum, aconitum non solum tuto posse exhiberi usu interno hominibus, verum et ea esse remedia in multis morbis maxime salutifera. Vienna, 1762[5]
- Libellus, quo demonstratur: Colchici autumnalis radicem non solum tuto posse exhiberi hominibus, sed et ejus usu interno curari quandoque morbos difficillimos, qui aliis remediis non ceduntdicem. Vienna: J. T. Trattner, 1763[6]
- Libellus, quo continuantur experimenta et observationes circa nova sua medicamenta. Vienna, J T Trattner, 1765, 1769.[7]
- Libellus, quo demonstratur: Herbam veteribus dictam flammulam Jovis posse tuto et magna cum utilitate exhiberi aegrotantibus. 1769: Deutsch von S. Schintz, Zürich, 1764.[1]
- Zwo Abhandlungen vom Nutzen und Gebrauch des Brennkrauts und des weißen Dyptam (aus dem Lateinischen). Nürnberg, 1769.[8][9]
- Libellus de usu medico Pulsatillae nigricantis. Vienna 1771; German edition, Frankfurt und Leipzig, 1771.[10]
- Medicinisch-praktischer Unterricht für die Feld und Landwundärzte der österreichischen Staaten, 2 vols. Vienna, J T Trattner 1776, 1786, 1789; in Latin. von J. M. Schosulan, 1777, 1784, 1791; in Dutch, Rotterdam, 1787.[11]
- Praecepta medico-practica in usum chirurgorum castrensium et ruralium ditionum austriacarum. Vienna: Rudolph Graeffer, 1777, pp. 586.[12][13]
- Pharmacopoea Austriaco – provincialis emendata. 1794[14][15]